# العلاقات الدومينيكية المدغشقرية
العلاقات الدومينيكية المدغشقرية هي العلاقات الثنائية التي تجمع بين دومينيكا ومدغشقر.

## مقارنة بين البلدين
هذه مقارنة عامة ومرجعية للدولتين:
| وجه المقارنة                                              | دومينيكا              | مدغشقر                      |
| --------------------------------------------------------- | --------------------- | --------------------------- |
| المساحة (كم2)                                             | 751                   | 587.04 ألف                  |
| عدد السكان (نسمة)                                         | 73.92 ألف             | 25.57 مليون                 |
| الكثافة السكانية (ن./كم²)                                 | 9.84 ألف              | 43.56                       |
| العاصمة                                                   | روسو                  | أنتاناناريفو                |
| اللغة الرسمية                                             | لغة إنجليزية          | اللغة الملغاشية، لغة فرنسية |
| العملة                                                    | دولار شرق الكاريبي    | أرياري مدغشقري              |
| الناتج المحلي الإجمالي (بليون دولار)                      | 562.54 مليون          | 11.50 مليار                 |
| الناتج المحلي الإجمالي (تعادل القوة الشرائية) بليون دولار | 789.63 مليون          | 35.51 مليار                 |
| الناتج المحلي الإجمالي الاسمي للفرد دولار أمريكي          | 7.12 ألف              | 401                         |
| الناتج المحلي الإجمالي للفرد دولار أمريكي                 | 10.88 ألف             | 1.44 ألف                    |
| مؤشر التنمية البشرية                                      | 0.724                 | 0.510                       |
| رمز المكالمات الدولي                                      | +1767                 | +261                        |
| رمز الإنترنت                                              | .dm                   | .mg                         |
| المنطقة الزمنية                                           | 00، توقيت أطلنطي موحد | ت ع م+03:00                 |

## منظمات دولية مشتركة
يشترك البلدان في عضوية مجموعة من المنظمات الدولية، منها:
| علم المنظمة | اسم المنظمة                                 | تاريخ انضمام دومينيكا | تاريخ انضمام مدغشقر |
| ----------- | ------------------------------------------- | --------------------- | ------------------- |
|             | مؤسسة التنمية الدولية                       | 29 سبتمبر 1980        | 25 سبتمبر 1963      |
|             | يونسكو                                      | 9 يناير 1979          | 10 نوفمبر 1960      |
|             | وكالة ضمان الاستثمار متعدد الأطراف          | 7 أكتوبر 1991         | 8 يونيو 1988        |
|             | الأمم المتحدة                               | 18 ديسمبر 1978        | 20 سبتمبر 1960      |
|             | مجموعة دول أفريقيا والكاريبي والمحيط الهادئ | ?                     | ?                   |
|             | الاتحاد البريدي العالمي                     | ?                     | ?                   |
|             | البنك الدولي للإنشاء والتعمير               | 29 سبتمبر 1980        | 25 سبتمبر 1963      |
|             | الاتحاد الدولي للاتصالات                    | 28 أكتوبر 1996        | 11 مايو 1961        |
|             | منظمة حظر الأسلحة الكيميائية                | ?                     | ?                   |
|             | مؤسسة التمويل الدولية                       | 29 سبتمبر 1980        | 27 سبتمبر 1963      |
|             | منظمة التجارة العالمية                      | ?                     | ?                   |
|             | منظمة الشرطة الجنائية الدولية               | ?                     | ?                   |